# Todd-Gletscher
Der Todd-Gletscher ist ein 11 km Gletscher an der Fallières-Küste des Grahamlands auf der Antarktischen Halbinsel. Er fließt in südwestlicher Richtung zur Calmette Bay.
Fotografiert wurde er 1947 bei einem Überflug im Rahmen der Ronne Antarctic Research Expedition (1947–1948) unter der Leitung des US-amerikanischen Polarforschers Finn Ronne. Vermessen wurde er durch den British Antarctic Survey in den Jahren 1961 und 1962. Das UK Antarctic Place-Names Committee benannte ihn nach Gertrude Evelyn Todd (* 1927), wissenschaftliche Mitarbeiterin und Publizistin des Survey im Londoner Büro zwischen 1950 und 1963.